# Акжарское месторождение
Акжарское месторождение нефти находится на территории Актюбинской области, в 30 км к северу от поселка Жаркамыс. Открыто в 1961 году. Разведочные работы велись в 1962—1968 годах. Локализовано в верхних слоях соляно-купольной структуры, расположенной на глубине 451—1248 м, с относительной высоты около 800—1000 м. Нефтеносные слои из песчаников и алевритов с прослоями глин на глубине 273—515 м, мощность пластов 7—15,6 м. Нефть тяжёлая (0,867—0,907 г/см³), содержание серы 0,14 % и парафина 0,52—2,06 %. Продуктивность от 12,8—14,8 м³ до 86 м³ в сутки.
Дебиты нефти — 0,3-12 м³/сут. Газовый фактор 0,9-2,3 м³/м³.
Недропользователем месторождения Акжар является канадская компания Altius Holdings Inc.
Неподолёку находится Акжарское восточное нефтяное месторождение.